# 록다운 (정책)
록다운(lockdown)은 일반적으로 사람들이 자유롭게 이동하고 상호 작용할 경우 해를 끼칠 수 있는 특정 위험(예: COVID-19)으로 인해 사람, 지역 사회 또는 국가가 있는 곳에 머무르는 것을 제한하는 정책이다. 폐쇄, 제재, 대규모 사화통제, 봉쇄 등 여러 유의어로도 사용된다.
이 용어는 일반적으로 사람, 정보 또는 물체가 해당 지역을 떠나는 것을 방지하기 위해 사용된다. 이 정책은 일반적으로 권위 있는 지위에 있는 사람만이 시작할 수 있다.
록다운은 위협이나 기타 외부 사건으로부터 시설 또는, 예를 들어 컴퓨팅 시스템 내부의 사람들을 보호하는 데 사용할 수도 있다. 건물에서 외부로 통하는 문은 일반적으로 잠겨 있어 사람이 출입을 할 수 없다.

## 같이 보기
- 앰버 경고
- 통행금지령
- 계엄